# 清正公信仰
清正公信仰（せいしょうこうしんこう）は、戦国武将で後に熊本藩の初代藩主となった加藤清正（かとう きよまさ）の没後、彼を祀って所願成就を願う信仰。当初は清正が崇敬・保護した法華宗（日蓮宗）が中心となっていたが、明治維新の神仏分離の際に加藤神社が創建されたことにより、神道による信仰も行われた。

## 生前
加藤清正は幼いころから母親の影響によって熱心な法華宗の信者になったと伝えられている。その言い伝えの真偽は不明であるが、母の没後に天正13年（1585年）に大坂城近くの難波に寺院を建てて京都中の法華宗の僧侶を招いて法要を行ったとされ、清正自身も「南無妙法蓮華経」の記された旗印を用い、京都の本圀寺に三十番神堂を寄進したとされる。清正が天正16年（1588年）に肥後国の北半分を与えられて熊本城に入ると、難波の寺も熊本に移転されて本妙寺となった。
清正は元々は石田三成らとともに豊臣政権の財務・民政を担当して肥後半国を与えられたが、朝鮮出兵で武勇を顕し、また作戦方針などを巡って三成や小西行長らと対立したことから、関ヶ原の戦いでは東軍（徳川家康側）に加わり、小西行長の旧領である肥後国の南半分を与えられて、人吉藩領を除いた肥後一国を支配することになった。関ヶ原の戦い後は連年の戦争で疲弊した領国の再建に努めた。

## 没後

### 江戸時代前期
清正が慶長16年（1611年）に没すると、本妙寺は清正の廟の側に移転して清正の菩提寺としての要素を持つようになる。ところが、清正の子・忠広が、寛永9年（1632年）に改易処分された。新しく領主になった細川氏は関ヶ原の戦いでともに東軍として戦った清正への配慮から本妙寺を従前どおりに庇護したが、藩主の菩提寺としての性格を喪失した。このため、本妙寺は所属する六条門流の本寺にあたる京都の本圀寺の協力を得ながら肥後の民衆の教化に力を注ぐことになった。
清正が信仰の対象となった背景については2つの説があって決着をみていない。圭室諦成に代表される、清正の死後20年ほどで改易されその後直系が断絶したことなどを原因として清正が「祟り神」となりその鎮魂のために祭祀が行われたとする説と、池上尊義に代表される、本妙寺を中心とする六条門流の民衆への布教の反映や清正時代の新田開発や治水事業などの功績によって「顕彰神」として民衆から崇敬されたとする説である。
清正の死から半世紀ほど過ぎた寛文年間に成立した『続撰清正記』には、清正は六十六部回国聖である「清正房」の生まれ変わりで、加藤清正の没後に廟の工事をしていると清正房の遺骸の入った石棺が見つかったとする伝承を紹介している。同書の著者はこの伝承は史実ではないと否定しているものの、清正の没後50年にして清正公信仰が既に成立しており、こうした伝承が伝えられるほどになっていたことを示していると考えられている。

### 江戸時代後期
18世紀末期に入ると、清正公信仰が新たな展開を見せる。熊本藩では天明6年（1786年）の白川の氾濫、寛政4年（1792年）の「島原大変肥後迷惑」と称された雲仙普賢岳の噴火などの災害に見舞われた。また、民衆の生活悪化から一揆や打ちこわしが相次ぎ、それは清正の霊の仕業と言う噂も出た（『翁草』）。こうした状況の下で文政元年（1818年）に加藤清正の200年忌が行われた。こうした中で本妙寺、そして同寺ゆかりの清正公信仰が藩内に広まっていくことになる。また、藩主の細川家も反権力の象徴として浮上した清正を崇敬することで人心の収攬を図った。
一方、同藩の庄屋で干拓事業にあたっていた鹿子木量平は郷土・肥後における開拓・土木の先駆者として清正を顕彰する意図で『藤公遺業記』を著すとともに、文政4年（1821年）には八代の干拓地に貝洲加藤神社を建立して農業神・土木神としての清正を祀った。熊本藩の外でも清正の200年忌をきっかけに清正公に対する信仰が盛んになるが、郷土の先人としての性格に由来する農業神や土木神の要素は見られず、豊臣秀吉の下で大名に立身した出世譚に由来する立身出世もしくは商売繁盛の神として、また武勇譚に由来する厄除けや盗難除けなどの守護神として、そして病気治療、特に恐らく法華信仰に由来するハンセン氏病治癒を祈願して祀られるケースが多かった。ハンセン氏病患者の中には熊本の本妙寺まで出向いて治癒を祈願する者もいた。
また、幕末になるとコレラ（ころり＝虎狼狸）の流行が問題視されたが、虎狼狸には「虎」が入っているからという理由で、「朝鮮出兵での虎退治の伝説がある清正なら虎狼狸も退治してくれるのでは？」という期待からコレラの鎮静を祈願する人もいたとされる。これらの信仰は性格の違いはあれど、いずれも現世での利益を祈願する要素が強かった。清正公信仰は日本全国で見られ、特に本圀寺や本妙寺が属する六条門流系の法華宗寺院に多く見られるが、それ以外の門流に属する法華宗寺院でも法華宗および法華経の守護者として清正公信仰が盛んに行われ、特に清正が朝鮮半島から連れてきたとされる日延が建立した覚林寺や清正や娘の瑤林院ゆかりの池上本門寺が近くにある江戸や清正の生国で清正が幼時から親しみ、後に自分の生家の後に再興したとされる妙行寺がある尾張国ではとりわけ盛んであった。

### 明治以降
明治に入ると神仏分離令の影響によって、清正公信仰は仏教系と神道系に分離していくことになり、熊本には清正を祭神とする加藤神社が創建された。その直後に西南戦争が勃発して熊本は戦場となり、加藤神社・本妙寺は大きな被害を受けたが、熊本城は西郷隆盛率いる薩摩軍を食い止めて最後まで落城しなかった。建軍間もない政府軍が最終的に勝利を収めたことはこの戦争を戦った将兵に強い印象を残し、同地の名将である加藤清正の加護であると信じられた。このため、加藤神社や本妙寺の再建には乃木希典をはじめ西南戦争参戦者を中心とする軍人たちの篤い支援を受け、彼らの影響によって各地に清正を祀る神社が建てられた。北海道に清正公信仰が入ったのもこの時期であるが、その先駆者は熊本県出身者ではなく法華経を信仰していた宮城県出身の屯田兵であったとされる。乃木に代表される清正を崇敬する軍人らの活動によって清正の「忠勇」のイメージが広められ、折しも日清戦争・日露戦争の戦勝祈願が行われたことも影響して、武運長久の軍神としての清正像が再構築されていくことになる。こうした状況を背景として清正の300回忌が行われた明治42年（1909年）3月11日には政府は清正に従三位を追贈している。清正の軍神化の進展は一方で「浄化」の名の下において本来の清正公信仰の担い手であったハンセン氏病患者への迫害が並行して行われ、太平洋戦争前夜の昭和15年（1940年）に発生した本妙寺事件においてその最高潮に達した。
太平洋戦争敗戦後、軍神とされた加藤清正は軍国主義の象徴とみなされ、清正公信仰は沈滞を迎えることになる。また、清正公信仰や軍記物などに基づく伝説や虚像を含んだ英雄像が人々に定着して学術的な観点に立った清正研究が大きく遅れているという問題点も指摘されている。しかし、一方で軍神としての性格から解き放たれたことで、今後も新たな形での清正公信仰が生み出され、加藤清正の実像の研究も進展していくとみられている。